# Daniel Zamora
Daniel Zamora, amb el sobrenom de Pato, (Palafrugell, 24 de juliol de 1965 – 29 de novembre de 2007), músic, escriptor i fotògraf palafrugellenc, fou baixista de Los Rodríguez des de 1993, en substitució de Candi Avelló.
Des de jove va formar part de diverses agrupacions musicals de Palafrugell i va completar la seva formació com a baixista a l'acadèmia Zeleste de Barcelona. Amb Los Rodríguez va enregistrar els àlbums Sin documentos, Palabras más, palabras menos i Hasta luego. També va col·laborar a la Revista de Palafrugell.
Va escriure i publicar Diccionario caca-chondo del tercer milenio (recull de jocs de paraules, 2000), Cuentos impresentables (recull de relats curts, 2002), Nuevo diccionario para el tercer milenio (ampliació del primer, 2002) i Los Rodríguez desde la cocina (recull fotogràfic, 2002).